# Lindia torulosa
Lindia torulosa är en hjuldjursart som beskrevs av Félix Dujardin 1841. Lindia torulosa ingår i släktet Lindia och familjen Lindiidae. Arten är reproducerande i Sverige. Inga underarter finns listade i Catalogue of Life.